# Tegostoma comparalis
Tegostoma comparalis là một loài bướm đêm trong họ Crambidae.